# Kōshun Takami
Pour les articles homonymes, voir Takami.
Kōshun Takami (高見 広春, Takami Kōshun) est un écrivain japonais né en 1969 à Kōbe.

## Biographie
Kōshun Takami a étudié la littérature puis fut journaliste de 1991 à 1996 écrivant sur la politique, les faits divers et l'économie. Il se consacre ensuite à la fiction. 
En 1999, son premier roman Battle Royale est un grand succès. En 2000, un film Battle Royale, réalisé par Kinji Fukasaku est adapté de son roman. Il a reçu une suite, Battle Royale 2: Requiem en 2003. Un manga Battle Royale est adapté lui aussi du roman, et un autre manga, Blitz Royale, est également la suite du premier.
Kōshun Takami travaille aujourd'hui sur son second roman.